# PyGreSQL
PyGreSQL ist eine Python-Programmbibliothek zum Ansprechen einer PostgreSQL-Datenbank. Das dafür vorgesehene Modul pg ist in der Programmiersprache C geschrieben und definiert neben der Methode connect die drei Objekte pgobject, pgqueryobject und pglargeobject. Das Verbindungsobjekt (pgobject) gilt der Verwaltung von Parametern einer PostgreSQL-Verbindung und lässt über Funktionen darauf zugreifen. Das Anfrageergebnisobjekt (pgqueryobject) liefert Methoden für die Auswertung von Anfragergebnissen, die mit der query-Methode aus pgobject erzeugt werden. Es folgen einige Beispiele:
- x = db.query("SELECT name FROM states ORDER BY name")
- x.getresult(): Ergebnis ist vom Typ Liste, das heißt alle von Python bereitgestellten Zugriffsarten und Methoden auf Listen können angewandt werden
- x.ntuples(): Anzahl der gelieferten Datensätze
- x.listfields(): Schreibt Namen der Ergebnisspalten in Liste

Des Weiteren gibt es noch ein pgdb Modul, welches die im PEP 249 definierte DB-API 2.0 implementiert, dies ermöglicht einen einfachen Wechsel auf andere Datenbanksysteme oder von anderen Datenbanksystemen zu PostgreSQL.